# Cyphura phantasma
Cyphura phantasma är en fjärilsart som beskrevs av Felder. Cyphura phantasma ingår i släktet Cyphura och familjen Uraniidae. Inga underarter finns listade i Catalogue of Life.